# Scott Brison

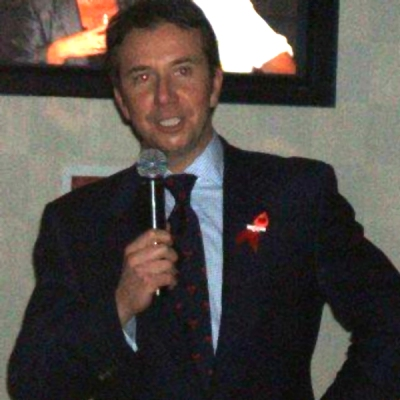
Scott A. Brison (2007)

Scott A. Brison PC (* 10. Mai 1967 in Windsor, Nova Scotia) ist ein kanadischer Politiker der Liberalen Partei. Brison war unter dem Premierminister Paul Martin kanadischer Minister of Public Works and Government Services und unter Justin Trudeau Präsident des Schatzamtausschusses. Mit kurzer Unterbrechung vertrat er den Wahlkreis Kings-Hants in Nova Scotia von 1997 bis 2019 im kanadischen Unterhaus.

## Biografie
Nach seiner Schulausbildung erreichte er den Bachelor of Commerce an der Dalhousie University. Nach dem Studium arbeitete Brison zehn Jahre lang bei einem Unternehmen in der freien Wirtschaft. 1997 trat er als Politiker der Progressiv-konservativen Partei in Neuschottland für die Wahlen in Kings-Hants an und errang einen Sitz im kanadischen Unterhaus. Er gab diesen Abgeordnetensitz zugunsten von Parteiführer Joe Clark ab. Zwischenzeitlich war Brison in den Vorstand des Tories' Election Policy Platform Committee gewählt worden und wurde Vizepräsident der Investmentbank Yorkton Securities in Toronto. Bei den Wahlen im Jahre 2000 trat Brison erneut in Kings-Hants an und erreichte wiederum ein Abgeordnetensitz für das kanadische Unterhaus. Als Abgeordneter engagierte sich Brison für Finanz- und Industriethemen und wurde Vizevorsitzender des parlamentarischen Ausschusses für Finanzen. 2002 hatte Brison sein Coming-out und erklärte: „I'm not a gay politican, but a politican who happens to be gay.“ Damit war er nach Svend Robinson, Bill Siksay, Réal Ménard und Libby Davies der fünfte offen homosexuelle Abgeordnete im kanadischen Parlament.
2003 nach der Aufgabe von Joe Clark kämpfte Brison um die Führung in der
Progressiv-konservativen Partei und war Mitglied einer politischen Plattform namens New ideas, die eine Reform der Arbeitslosenversicherung, mehr privates Engagement des Einzelnen in der Gesundheitsfürsorge, eine integrierte Verteidigungsstrategie mit den Vereinigten Staaten und gesellschaftlich liberalere Politik anstrebte. Auf dem Parteikonvent 2003 wurde Brisons Programm durch John Herron, der dem innerparteilichen gegnerischen Lager um Peter MacKay angehört, abgelehnt. Als Brison in der Abstimmung um den Parteivorsitz nicht die notwendigen Parteistimmen erhielt, unterstützte er Jim Prentice. Dieser verlor die Abstimmung und der Gegenkandidat MacKay, der unter anderem die Unterstützung von David Orchard hatte, wurde Parteivorsitzender der Progressiven Konservativen. Brison selbst kämpft innerparteilich auch beim Thema Gleichgeschlechtliche Ehe und hatte insbesondere mit Elsie Wayne öffentliche Auseinandersetzungen.
Am 10. Dezember 2003, vier Tage nach der Zustimmung zur Parteifusion mit der Canadian Alliance zur Konservative Partei Kanadas erklärte Brison den Parteiaustritt und seinen politischen Wechsel zur Liberalen Partei. Er begründete dies mit der erwarteten Dominanz von gesellschaftlich konservativeren Parteimitgliedern der Canadian Alliance unter Stephen Harper in der neuen fusionierten Partei. Am 12. Dezember wurde er zum parlamentarischen Sekretär des Premierministers Paul Martin ernannt.
Bei der Parlamentswahl 2004 wurde Brison als Abgeordneter, der für die Liberalen antrat, wiedergewählt. Brison wurde am 20. Juli 2004 als Minister of Public Works im Kabinett von Paul Martin ernannt. Damit war Brison der erste offen bekennende homosexuelle kanadische Minister. Brison war 2004 jüngster Minister im Regierungskabinett. Er arbeitete in den drei Kabinettausschüssen Treasury Board, Domestic Affairs und Expenditure Review. Zudem war Brison Vizevorsitzender des Standing Committee on Finance, ein Mitglied im Standing Committee on Industry, ein Mitglied im Standing Committee on Foreign Affairs and International Trade sowie im Standing Committee on Government Operations and Estimates.
Im Oktober 2005 gaben Brison und sein Lebensgefährte Maxime Saint-Pierre ihre Verlobung bekannt. Die Hochzeit fand am 17. August 2007 statt.
2006 verlor Paul Martin die Mehrheit im Unterhaus von Kanada und die Konservativen bildeten eine Minderheitsregierung. Brison war daraufhin als Abgeordneter der Liberalen in der Opposition. Im 29. Kabinett von Justin Trudeau amtierte er von 4. November 2015 bis zum 14. Januar 2019 als Präsident des Schatzamtausschusses (Ministerrang). Von 9. Februar 2018 bis Dezember 2018 vertrat er zusätzlich geschäftsführend die Ministerin für demokratische Institutionen, Karina Gould, während ihres Mutterschaftsurlaubs. Am 10. Januar 2019 gab Brison seinen Rückzug aus dem Kabinett bekannt, um mehr Zeit für seine Familie zu haben. Einen Monat später zog er auch von seinem Sitz im kanadischen Unterhaus zurück.
Am 14. Februar 2019 wurde Brison Vizevorsitzender der Bank of Montreal mit dem Zuständigkeitsbereich Investitionen und Corporate Banking. Im Dezember 2019 wurde er zum Kanzler der Dalhousie University ernannt. Dieses Amt wird er zum Juni 2020 antreten.